# Kirke Saaby
Kirke Saaby eller Kirke Såby er en by på Midtsjælland med 1.663 indbyggere  (2024), beliggende 30 km syd for Frederikssund, 19 km vest for Roskilde, 17 km sydøst for Holbæk og 5 km nord for det tidligere kommunesæde Kirke Hvalsø. Byen hører til Lejre Kommune og ligger i Region Sjælland.
Kirke Såby hører til Kirke Saaby Sogn. Kirke Saaby Kirke ligger i byen.

## Faciliteter
Kirke Saaby Skole har 302 elever, fordelt på 0.-9. klassetrin. Der er SFO for 0.-2. klasse på skolen, og SFO'en for 3. klasse har sammen med klubben for 4.-8. klasse lokaler et andet sted i nærheden. Børnehuset Tusindfryd kan rumme 40-45 børnehavebørn og 12-14 vuggestuebørn. I Såby-Hallen dyrkes badminton, fodbold, gymnastik, håndbold, jiu-jitsu og petanque. Desuden afholder Støtteforeningen banko i hallen.
Kirke Saaby Forsamlingshus er opført i 1908. I 1976 blev køkkenet udbygget og moderniseret, så det kunne levere mad til den daværende Hvalsø Kommunes pensionister. Huset har 3 selskabslokaler og kan arrangere fest for 50 personer og kursus for 80 personer. Desuden udlejes værelser, og der leveres mad ud af huset.
DreamHouse er en gård, der blev opført i udkanten af byen i 1952. Senere blev den autoværksted, hvor man bl.a. renoverede gamle amerikanske biler. I 2006 blev gården omdannet til selskabslokale med plads til 70 personer, der er omgivet af biler og andre effekter fra USA i 1950'erne.
Kirke Saaby har Dagli'Brugs og pizzeria. Movias linje 236 giver hyppig forbindelse med Hvalsø Station på Roskilde-Kalundborg-banen.

### Boliger
Byen har ca. 571 boliger, hvoraf 157 ligger i eller nær ved den gamle landsby. Heraf er der 25 ældreboliger og 19 almennyttige lejeboliger).
Uden for den gamle landsby ligger parcelhuskvartererne Fuglevang (222 boliger) og Christiansminde (81 boliger), andelsboligforeningerne Heibergshave (25 boliger) og Skovåsen (27 boliger) samt området Granhaven med 48 almennyttige boliger og endelig udstykningen Munkevænget med 11 boliger.

## Historie

### Landsbyen
I 1898 beskrives Kirke Saaby ganske kort: "Kirke-Saaby med Kirke, Præstegd. og Skole"

### Jernbanen
Kirke Saaby fik jernbanestation på Sjællandske midtbane, som på strækningen Hvalsø-Frederikssund var i drift 1928-36. Det var den danske jernbanestrækning, der har haft kortest levetid, og stationen lå ensomt 1 km nordvest for landsbyen, så den fik ikke særlig stor betydning for byens udvikling. Det lave målebordsblad, som er tegnet efter nedlæggelsen af banen, viser kun faciliteter, der er typiske for en landsby. Stationsbygningen er bevaret på Akacievej 4. Efter nedlæggelsen af banen blev den politistation.

## Kendte personer
- Poul Joachim Stender (1956-) – præst i byen (kåret af Bylauget som "årets borger" 1993) og forfatter, flere gange bispekandidat.
- Bisse (1987-) - dansk sangskriver og musiker.
- Grethe Risbjerg Thomsen (1925-2009) - dansk digter